# Perlebia
Perlebia là một chi thực vật có hoa trong họ Đậu.